# Європа (футбольний клуб, Гібралтар)

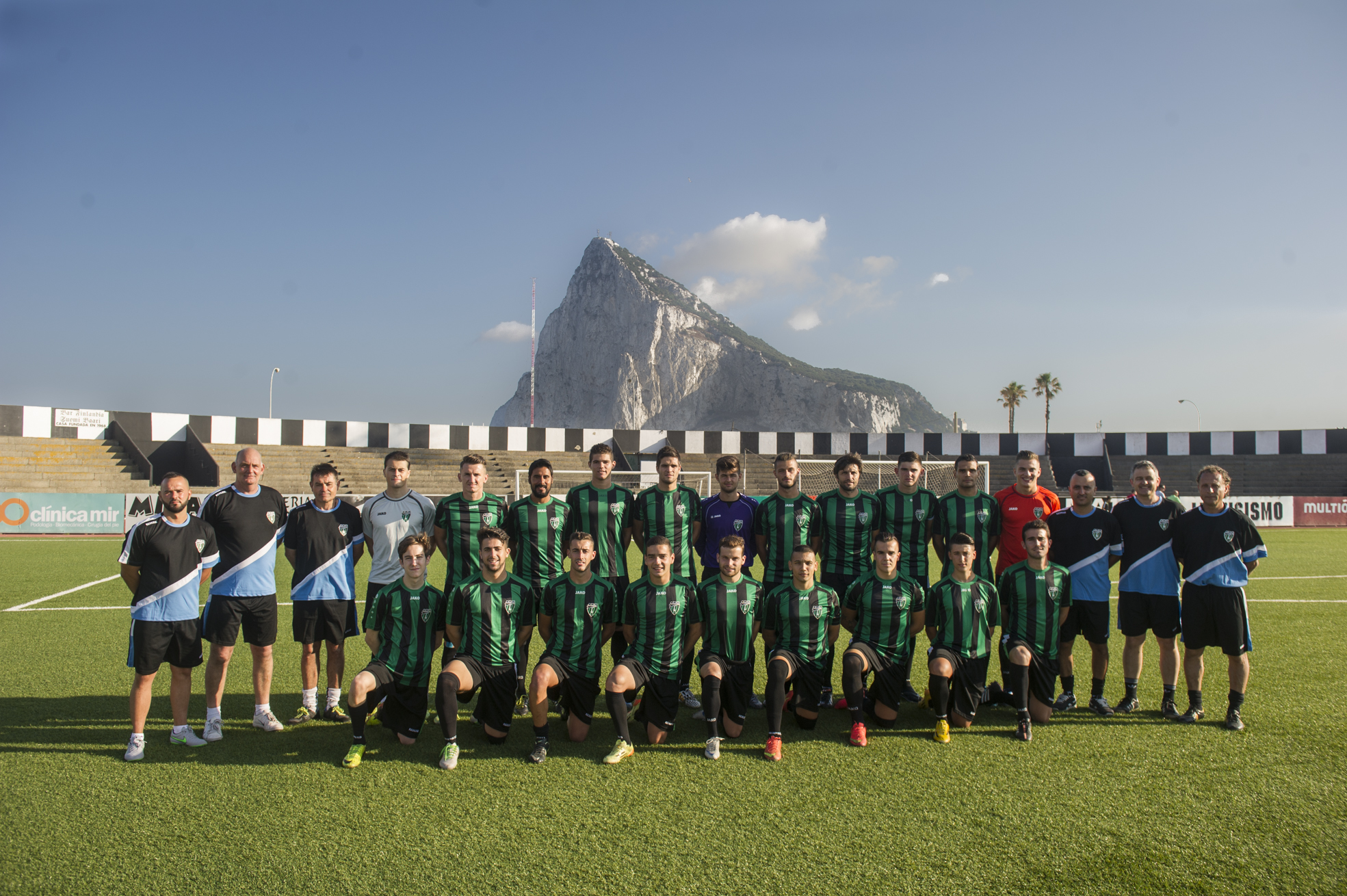
ФК «Юероп», Гібралтар, 25 червня 2015

«Європа» (англ. Europa) — аматорський футбольний клуб із Гібралтару. Виступає у Прем'єр-Дівізіоні на стадіоні «Вікторія».

## Історія
Клуб засновано в 1925 році й був постійно активним до 1970 року. Клуб об'єднався з командою Коледж у 1980-х і в 2014 році знову відокремився від Коледжу.

## Перемоги
- Прем'єр дивізіон: 7

1928–29, 1929–30, 1931–32, 1932–33, 1937–38, 1951–52, 2016-17
- Кубок скелі: 8

1938, 1946, 1950, 1951, 1952, 2017, 2018, 2019
- Кубок ліги: 1

2014–15
- Суперкубок Гібралтару: 4

2016, 2018, 2019, 2021

## Євротурніри
У 2014 році «Європа» стала першою командою з Гібралтару, яка грала в Лізі Європи.
| Сезон   | Турнір | Раунд | Суперник      | Вдома | У гостях | Загальний |
| ------- | ------ | ----- | ------------- | ----- | -------- | --------- |
| 2014-15 | ЛЄ     | 1КР   | ФК Вадуц      | 0:1   | 0:3      | 0:4       |
| 2015-16 | ЛЄ     | 1КР   | Слован        | 0:6   | 0:3      | 0:9       |
| 2016-17 | ЛЄ     | 1КР   | ФК Пюнік      | 2:0   | 1:2      | 3:2       |
| 2016-17 | ЛЄ     | 2КР   | АІК Стокгольм | 0:1   | 0:1      | 0:2       |
| 2017-18 | ЛЧ     | 1КР   | Нью-Сейнтс    | 1:3   | 2:1      | 3:4       |

Примітки
- 1КР: Перший кваліфікаційний раунд
- 2КР: Другий кваліфікаційний раунд